# Pulo Pakat
Pulo Pakat is een bestuurslaag in het regentschap Tapanuli Tengah van de provincie Noord-Sumatra, Indonesië. Pulo Pakat telt 721 inwoners (volkstelling 2010).